# Gedeon (postać biblijna)

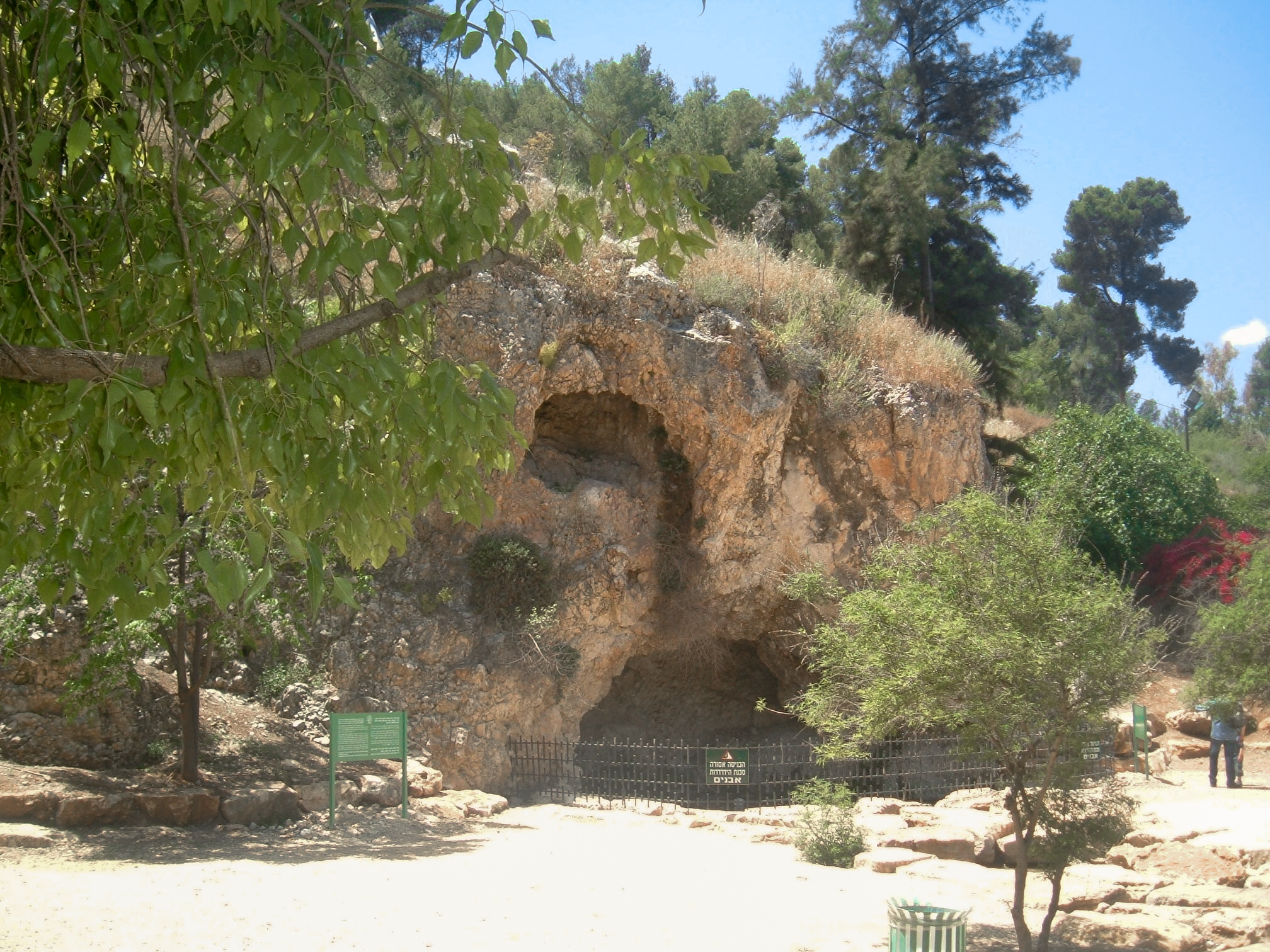
Jaskinia Gedeona w Parku Narodowym Majan Charod – według tradycji miejsce, z którego Gedeon wyruszył z 300 wojownikami przeciw Madianitom

Gedeon, Jerubbaal (hebr. גִּדְעוֹן ten, który ścina) – postać biblijna opisana w Księdze Sędziów, 6-8.

## Historia
Gedeon wzmiankowany w Księdze Sędziów pochodził z plemienia (pokolenia) Manassesa, był izraelskim sędzią oraz przywódcą wojskowym.
Jego ojcem był Joasz. Słowa Gedeona skierowane do Anioła Pana: „O Panie, a czymże ja wyzwolę Izraelitów? Widzisz przecież, że mój ród jest najuboższy z całego pokolenia Manassesa, a ja sam – najmniejszy w domu mojego ojca.” wskazują na to, że pochodził z ubogiej rodziny, w której on sam był najmłodszy.
Urząd sędziego sprawował przez 40 lat. Zwyciężył Madianitów i Amalekitów, uwalniając Izrael. Zwalczał kult Baala, stąd też nazywany jest jako Jerubbaal, czyli Niech Baal się przed nim broni (lub Niech Baal walczy z nim): I od tego dnia nazwano Gedeona „Jerubbaal”, mówiąc: «Niech Baal z nim walczy, bo zburzył jego ołtarz» Sdz 6,32. Powołany przez Jahwe podczas młócki zboża na sędziego (wodza), walczył i pokonał Madianitów (silny szczep siejący spustoszenie i grozę w Kanaanie). A oto przyszedł Anioł Pana i usiadł pod terebintem w Ofra, które należało do Joasza z rodu Abiezera. Gedeon, syn jego, młócił na klepisku zboże, aby je ukryć przed Madianitami. Sdz 6,11. Zadał druzgocącą klęskę wojskom wroga, dowodząc jedynie trzystu żołnierzami. Rzekł wówczas Pan do Gedeona: «Przy pomocy tych trzystu mężów, którzy chłeptali wodę, wybawię was i w ręce twoje wydam Madianitów. Wszyscy inni mężowie niech wracają do siebie». Sdz 7,7. Tych, którzy zdołali uciec spod ręki Gedeona, wypędzono za Jordan. Zwycięstwo Gedeona miało bardzo wielkie znaczenie. Izraelici zaczęli wysuwać propozycje, aby Gedeona obwołać królem.
Ze złota i srebra zdobytych jako łup sporządził efod, który stał się obiektem bałwochwalczego kultu Izraelitów.
Umarł w późnej starości, pogrzebano go w jego rodzinnym mieście Ofra. Był poligamistą, miał 70 synów ze swoimi żonami i jednego z nałożnicy Drumy, Abimelecha.
W Liście do Hebrajczyków 11, 32 Gedeon jest wymieniany jako jeden z bohaterów wiary. Do jego postaci, a konkretnie do runa Gedeona, nawiązują też Godzinki o Niepokalanym Poczęciu Najświętszej Maryi Panny.
Aaron Hill napisał epos Gideon: Or, The Patriot. An Epic Poem: in Twelve Books.